# 高価な真珠
『高価な真珠』（こうかなしんじゅ、英: Pearl of Great Price）は、末日聖徒イエス・キリスト教会(モルモン教)が発行されたモルモン書・教義と聖約と並びモルモン教の三大聖典の一つ。

## 概要
LDSの創設者であるジョセフ・スミスの死後1851年にリヴァプールのフランクリン・D・リチャーズにより発行。マタイ13章の『真珠のたとえ』を元に次の5書から構成されている。
- モーセ書
- アブラハム書
- ジョセフ・スミス―マタイ
- ジョセフ・スミス―歴史
- 信仰箇条

なお日本語訳ではモーセ書が一部抜粋されている。